# Jobbik
Jobbik – Konzervatívok (deutsch „Jobbik – Konservative“), bis 2023 Jobbik Magyarországért Mozgalom (deutsch „Bewegung für ein besseres Ungarn“), kurz Jobbik (auch als Abkürzung für Jobboldali Ifjúsági Közösség, deutsch „Rechte Jugendgemeinschaft“), ist eine politische Partei in Ungarn.
Ursprünglich eine rechtsextreme Partei, die sich damals in ihrem Gründungsmanifest als eine „werteorientierte, konservative, aber radikal agierende, christliche und patriotische“ Partei verstand, gibt sich Jobbik mittlerweile gemäßigter und will eine Volkspartei sein.

## Inhaltliches Profil
2014 kündigte der Parteivorsitzende Gábor Vona ein neues Profil für die Partei an. Er beabsichtigte, die ursprünglich rechtsextreme Partei in eine nationale Volkspartei umzuwandeln. Im Jahre 2018 hielten Vona und die Parteiführung diesen Prozess für abgeschlossen. Trotz dieses Wandels halten einige Kritiker mit Blick auf die Vergangenheit der Partei an ihrer Kritik fest. Es gibt auch Meinungen, wonach die Partei lediglich ihre Rhetorik geändert habe. Diese werden vor allem von den politischen Gegnern der Partei formuliert.
Der britische Faschismusforscher Roger Griffin ordnete Jobbik noch 2016 den „faschistischen Parteien“ zu. Sie sei neben der ĽSNS in der Slowakei und der Goldenen Morgenröte in Griechenland eine von drei Parteien dieses politischen Spektrums, die es geschafft haben ein integraler Bestandteil des politischen Systems zu werden, „ohne dabei ihre extremistische Identität völlig geopfert zu haben“. Griffin argumentiert damit, dass viele Parteiideologen noch immer offen antisemitische und ungarisch irredentistische Botschaften verbreiten würden. Außerdem habe sich die Parteiliteratur den „turanischen Mythos“ bewahrt, der in den 1930er Jahren durch die Pfeilkreuzler verkündet worden war.
Jobbik versteht sich heute als eine moderne, konservative Partei, die alle Ungarn vertreten will. Die zentralen Forderungen der Partei sind höhere, europäische Löhne für die Ungarn, eine korruptionsfreie Politik, ein für das 21. Jahrhundert adäquates Bildungssystem und Gesundheitswesen sowie eine gemäßigte Außenpolitik, in deren Rahmen Ungarn sowohl zu den westlichen als auch zu den östlichen Großmächten gute Kontakte pflegt und mit ihnen kooperiert. Im Gegensatz zu ihrer früheren Position unterstützt Jobbik die Mitgliedschaft des Landes in der Europäischen Union, und Vona hat sich für die Einführung der gemeinsamen europäischen Währung, des Euro, ausgesprochen.

## Geschichte

Jobbiks Parteifahne von 2003 bis 2020

Die Partei entstammt einer Hochschulgemeinschaft antikommunistischer Studenten, die besonders an den geisteswissenschaftlichen Fakultäten Ungarns sehr einflussreich war. 2003 haben sich die führenden Köpfe dieser Studentenbewegung zur Parteigründung entschlossen.

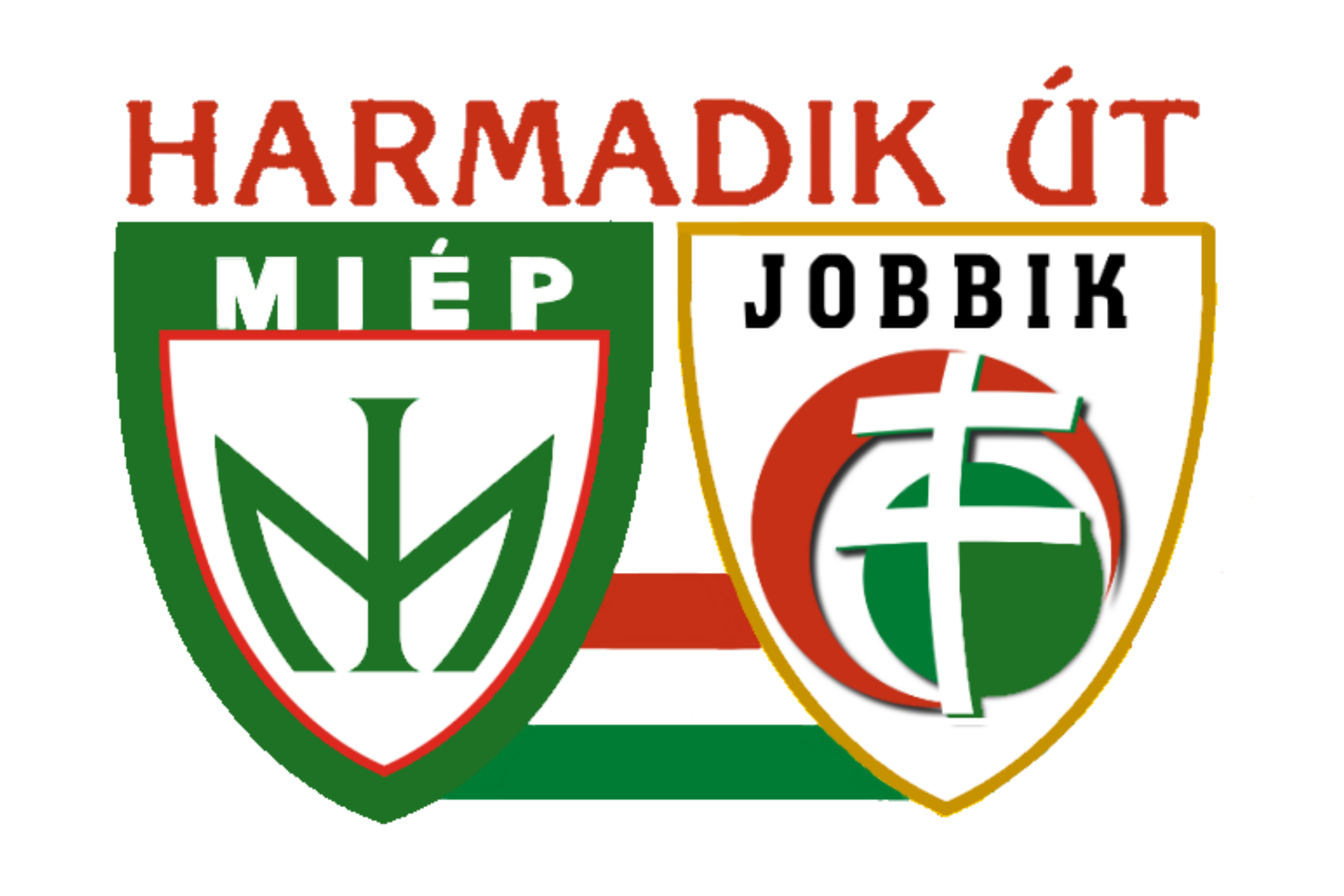
Logo des Wahlbündnisses

Bei den Wahlen 2006 hat die Partei gemeinsam mit der rechtsextremen Partei MIÉP des Schriftstellers István Csurka kandidiert, aber der Einzug in das ungarische Parlament ist dem Wahlbündnis nicht gelungen. Nach inneren Querelen haben viele Mitbegründer, wie der erste Vorsitzende der Partei, Dávid Kovács, die Partei verlassen.
In der Geschichte der Partei spielte die seitdem gerichtlich verbotene paramilitärische Einheit Magyar Gárda (Ungarische Garde), die 2007 nach dem Abklingen der regierungskritischen Demonstrationen gegründet wurde, eine wichtige Rolle. Nach der rechtskräftigen Auflösung der Ungarischen Garde durch das Budapester Stadtgericht am 2. Juli 2009 wurde sie als Neue Ungarische Garde erneut gegründet und diente der Jobbik seitdem als Saalschutz bei Veranstaltungen. Obwohl der Parteivorsitzende Gábor Vona früher die Garde unterstützt hat, wird er neuerdings von dieser kritisiert, sodass die gegenseitige Unterstützung endete.

### Europawahl 2009
Die Partei nahm an den Wahlen zum Europaparlament teil, ihre Liste wurde von der antiisraelisch und antisemitisch orientierten Krisztina Morvai angeführt und erhielt 14,77 Prozent bei einer Gesamtwahlbeteiligung von 36 Prozent und damit drei Sitze im Europaparlament. Die Partei ist damit bereits bei ihrer ersten Teilnahme an einer landesweiten Wahl auch landesweit dritte Kraft geworden, mit nur unwesentlich weniger Wählern als ihr größter politischer Gegner, die Ungarische Sozialistische Partei (MSZP = Magyar Szocialista Párt).
Nach den Europawahlen haben Vertreter der Partei offen ihre Absicht kundgetan, den Vertrag von Trianon sowie die Beneš-Dekrete aufheben zu lassen. Diese Forderung entspricht der Forderung nach Wiederherstellung von Großungarn aus der Zeit vor 1919. Die Politiker, die das kundgetan haben, sind nicht mehr in der Partei.
Im Juli 2012 trat der Europaparlamentarier Csanád Szegedi von allen Parteiämtern zurück. Nachdem er durch antisemitische Äußerungen hervorgetreten war, erfuhr er, dass er selber jüdischer Abstammung ist, und versuchte mit Bestechung eine entsprechende Veröffentlichung zu verhindern.

### Parlamentswahl in Ungarn 2010
Am 18. Dezember 2009 gab die Partei offiziell bekannt, ihren Gründer und Vorsitzenden Gábor Vona als Spitzenkandidat und Bewerber um das Amt des Ministerpräsidenten in die ungarische Parlamentswahl im Frühjahr 2010 zu schicken. Die Europaabgeordnete Krisztina Morvai soll für den Posten des Staatspräsidenten nominiert werden. Das Minimalziel der Partei lag laut einer Parteisprecherin darin, bei den nächsten Wahlen stärker abzuschneiden als die Sozialisten von der MSZP, weil diese „unfähig sind, ungarische Interessen wahrzunehmen“. Die Sozialisten wurden bei Umfragen zwischen 18 und 22 Prozent gehandelt, Jobbik bei 10 bis 15 Prozent (Stand: Dezember 2009). Tatsächlich erhielt die Partei beim ersten Wahlgang am 11. April 2010 16,67 Prozent der Stimmen und nach dem zweiten Wahlgang am 25. April bekam sie 12,18 Prozent der Parlamentssitze (47 der insgesamt 386) zugewiesen.
Im Wahlprogramm der Partei stand als ihre wichtigste Aufgabe die „Wiedervereinigung der ungarischen Nation“. Auslandsungarn sollen die ungarische Staatsbürgerschaft sowie eine Vertretung im Parlament Ungarns erhalten.
Im März 2010 sagte Tamás Gaudi-Nagy – Nr. 5 auf der Kandidatenliste der Partei – die Partei verlange als Minimum „eine Sicherstellung der Selbstbestimmung der Gebiete von Auslandsungarn“ und „wenn es notwendig sein sollte, kann im jeweiligen Fall auch eine Grenzänderung durch eine Volksabstimmung vorgenommen werden“; ohne auf Details einzugehen, fügte er hinzu: „Dazu brauchen wir auch eine starke Armee“. Im Wahlprogramm der Partei steht dementsprechend, dass die Rüstungsausgaben Ungarns verdoppelt werden sollten und die Größe der ungarischen Armee von 30.000 auf 72.000 erhöht werden soll. Gaudi-Nagy pflegt seit 2014 keine Kontakte mit Jobbik und er gehört zur Gruppe der ehemaligen Jobbik-Anhänger, die die Partei kritisieren.

### Parlamentswahl in Ungarn 2014
Bei den Parlamentswahlen 2014 erreichte Jobbik 20,3 Prozent der Stimmen und bei der Europawahl fast 15 Prozent. Die Partei hat außerdem in mehreren Städten die Bürgermeisterwahlen gewonnen wie zum Beispiel David Janiczak in Ózd, dessen erstaunlichen Sieg Gábor Vona als ersten Sieg der Parlamentswahlen von 2018 bezeichnete. Daneben hat 2015 Lajos Rig bei der Ersatzwahl in Tapolca das erste Direktmandat für das Parlament für die Partei Jobbik erlangt. Damit wuchs die Anzahl der Abgeordnete auf 24. Im Januar 2016 hat Gábor Vona die Wichtigkeit des Brückenbaus in der Gesellschaft betont. Seitdem setzt die Partei in ihrem Wahlkampf viel mehr auf fachliche Themen wie Gesundheitspolitik, Sozialpolitik und Bildungspolitik und vertritt immer mehr eine zentralistische Mitte-Rechts-Position im Gegensatz zu ihrer früheren rechtsextremen Orientierung. In einem Interview 2017 verkündete Gábor Vona sogar, dass er bereit sei, sich bei den Juden und „Zigeunern“ zu entschuldigen, und dass die Partei Jobbik nie antisemitisch oder romafeindlich gewesen sei.
Seitdem die Partei gemäßigter wurde, gab es viele ehemalige Anhänger und Parteimitglieder, die die Partei verlassen haben und die „neue“ Jobbik kritisieren. Előd Novák, dem früheren radikalen Vorstandsmitglied und Abgeordneten der Partei, hat Gábor Vona 2016 verboten, an der Vorstandswahl der Partei teilzunehmen. Danach trat Novák aus dem Parlament zurück, aber blieb als einfaches Parteimitglied in der Partei. Krisztina Morvai, die früher eine führende Rolle in der Partei gespielt hat und durch die Liste der Jobbik zweimal in das Europäische Parlament gewählt wurde, kritisierte später die Jobbik scharf.

### Parlamentswahl in Ungarn 2018
Bei den Wahlen 2018 wurde Jobbik mit 19,1 % der Zweitstimmen und 26 Mandaten zweitstärkste Partei im ungarischen Parlament. Nach der Wahl trat Gabor Vona als Parteivorsitzender zurück. Bei der Neuwahl am 12. Mai 2018 wurde Tamás Sneider, ein Anhänger der Mäßigung der Partei zum neuen Vorsitzenden gewählt. Er setzte sich gegen László Toroczkai durch, der die Partei zu ihren rechtsextremen Wurzeln zurückführen wollte. Daraufhin spaltete sich der radikale Flügel der Partei unter der Führung von Toroczkai ab und gründete die Partei Mi Hazánk Mozgalom. Anschließend begann die Partei, sich mit liberalen und linken Parteien gegen den ungarischen Ministerpräsidenten Viktor Orbán zu verbünden. Im Januar 2020 wurde Péter Jakab zum neuen Vorsitzenden gewählt. Die Partei beschloss, bei der Wahl 2022 als Teil eines gemeinsamen Oppositionsbündnisses gegen Orban anzutreten.

Ehemaliges Logo bis 2023

### Parlamentswahl in Ungarn 2022
Bei den Wahlen 2022 trat die Partei als Teil des Oppositionsbündnisses Egységben Magyarországért an, das 34,44 Prozent der Wählerstimmen erhielt und konnte somit zehn Abgeordnete für das ungarische Parlament stellen, von denen jedoch mittlerweile Péter Jakab und Ferenc Varga aus der Partei ausgetreten sind.

## Kritik
Der Partei wurden und werden Antisemitismus, Antizionismus und Antiziganismus angelastet, die Parteiführung weist diese Vorwürfe jedoch ständig zurück. Daneben hat sich Jobbik bei denjenigen entschuldigt, die früher von Jobbik beleidigt wurden. 2017 hat Gábor Vona der Jüdischen Gemeinschaft des Landes brieflich einen Gruß zu Chanukka zukommen lassen.
Eine öfter auftauchende Kritik gegenüber Jobbik behauptet, dass sie den Vertrag von Trianon nichtig machen wollten. Der Vertrag wurde mehrere Male in der Partei thematisiert, aber diese Aussage wurde abgelehnt. Jobbik fordert ebenso wie die regierende Fidesz Autonomie für die in geschlossenen Gebieten lebenden Auslandsungarn. Als Modell schwebt der Partei das Beispiel von Südtirol vor.
Früher herrschte bei Jobbik eine starke homophobe Rhetorik vor, es gab Forderungen, wonach homosexuelle Handlungen in der Öffentlichkeit strafbar gemacht werden sollten. Jobbik stand zwischenzeitlich nicht mehr so kritisch den homosexuellen Gemeinschaften gegenüber, sie hatte ihren vorherigen Programmpunkt aufgegeben, Budapest-Pride zu verbieten. Nichtsdestotrotz stimmte Jobbik – ebenso wie die rechtsextreme Oppositionspartei MHM – für einen Antrag der Regierungskoalition aus Fidesz und KDNP, welcher ein Verbot der Budapest-Pride vorsieht.
Im Oktober 2013 gründeten diverse ehemalige Jobbik-Mitglieder die Partei Magyar Hajnal („Ungarische Morgenröte“), weil die Jobbik ihrer Ansicht nach nicht radikal genug sei. Magyar Hajnal hat die griechische Neonazi-Partei Goldene Morgenröte zum Vorbild und gibt an, mit allen nationalistischen Organisationen kooperieren zu wollen, die nicht als Verbündete der Jobbik gelten. Des Weiteren kündigte die Partei an, bei den Parlamentswahlen 2014 in Konkurrenz zur Jobbik antreten zu wollen.
Der ungarische Holocaustforscher Laszló Karsai bezeichnet Jobbik als „Neonazi“-Partei, weil sie einen Kult um den offen judenfeindlichen Reichsverweser Miklós Horthy (1868–1957) betreibe. Eine gegen diese Bezeichnung gerichtete Klage der Partei wurde am 28. Januar 2014 vom Budapester Tafelgericht abgewiesen. Dem Gericht zufolge sei diese Aussage von der Meinungsfreiheit gedeckt, weil die Begriffe „Nazi“ und „Neonazi“ nicht gleichbedeutend seien und Karsai durch seine Äußerung dem Ansehen von Jobbik nicht geschadet habe. Zur gesellschaftlichen und fachlichen Debatte über die Einordnung der Partei wollte das Gericht jedoch keine Stellung nehmen. Im Gegensatz dazu sagt die Holocaust-Überlebende Philosophin Ágnes Heller, dass Jobbik zwar rechtsextrem war, jedoch nie eine Neonazi-Partei gewesen sei.
Beobachter stellen fest, dass Jobbik sich um ein seriöseres und weniger krawallhaftes öffentliches Auftreten bemüht unter gleichzeitiger Beibehaltung ihrer radikal rechten Programmatik. Durch die Resultate einer „flächendeckenden intensiven lokalen Arbeit“, den, laut SPIEGEL, „Ideenklau“ seitens der Regierung Orbán sowie gute Umfrageergebnisse fühlt sich die Partei bestärkt. Laut Ralf Melzer hat sich Jobbik in letzter Zeit mit verbalem Radikalismus zurückgehalten, um für bürgerlich-konservative Kreise wählbar zu sein. Am rechtsextremen Kern habe das jedoch nichts geändert.

## Wahlergebnisse

### Parlamentswahlen
| Wahl | Wähleranteil | Parlamentssitze | Platz | Position                      |
| ---- | ------------ | --------------- | ----- | ----------------------------- |
| 2006 | 2,20 % 1     | 0/386           | 6.    | Einzug ins Parlament verfehlt |
| 2010 | 16,67 %      | 47/386          | 3.    | Opposition                    |
| 2014 | 20,22 %      | 23/199          | 3.    | Opposition                    |
| 2018 | 19,35 %      | 25/199          | 2.    | Opposition                    |
| 2022 | 34,46 % 2    | 10/199          | 2.    | Opposition                    |

### Europawahlen
| Wahl | Wähleranteil | Stimmen | Parlamentssitze |
| ---- | ------------ | ------- | --------------- |
| 2009 | 14,77 %      | 427.773 | 3/22            |
| 2014 | 14,67 %      | 340.287 | 3/22            |
| 2019 | 6,34 %       | 220.184 | 1/22            |
| 2024 | 1,00 %       | 45.359  | 0/21            |

### Kommunalwahlen
Jobbik stellt sieben Bürgermeister, und zwei unabhängige Bürgermeister werden von Jobbik unterstützt. (Stand 13. Oktober 2019)
Die Liste der Jobbiker und von Jobbik unterstützten Bürgermeister:
- Balatonalmádi – Lajos Kepli (unabhängig 2019-)
- Dunaújváros – Tamás Pintér (2019-)
- Eger – Ádám Mirkóczki (unabhängig 2019-)
- Encs – Gergely Mikola (2019-)
- Jászberény – Lóránt Budai (2019-)
- Kisherend – Zsolt Varga (2019-)
- Ózd – Dávid Janiczak  (2014–)
- Szentes – Zoltán Ferenc Szabó (2019-)
- Tapolca –  Zoltán Dobó (2014–)

## Europäische Verbindungen
Seit der Europawahl 2009 war Jobbik im Europäische Parlament vertreten. Ihre Abgeordneten waren dort fraktionslos. Die Partei beteiligte sich im Oktober 2009 an der Gründung der europäischen Partei Allianz der Europäischen nationalen Bewegungen (AENM) an, die insbesondere von Jean-Marie Le Pen vom französischen Front National betrieben wurde. Jobbiks Spitzenkandidatin Krisztina Morvai war dagegen von 2010 bis 2011 Mitglied der Europäischen Allianz für Freiheit. 2013 wurde Jobbik-MdEP Béla Kovács Vorsitzender der AENM, nachdem die Mitglieder der Front National diese verlassen hatten. 2014 wurde Vorwürfe gegen Kovács bekannt, nach denen er oder seine Frau für den russischen Nachrichtendienst arbeiten würden,  Im Zuge des Richtungswechsel von Jobbik verließ die Partei im Februar 2016 die AENM. Kovács dagegen verließ Jobbik und blieb Vorsitzender der AENM.
Nach dem Austritt der Abgeordneten der ungarischen Regierungspartei Fidesz aus der Fraktion der christdemokratischen Europäischen Volkspartei (EVP) im Frühjahr 2021, versuchte die Parteiführung von Jobbik, sich der EVP anzuschließen. Im September 2023 trat der zu diesem Zeitpunkt einzige Europaparlamentarier Márton Gyöngyösi der Europäischen Christlichen Politischen Bewegung (ECPM) bei, im April 2024 wurde Jobbik als Partei in die ECPM, heute Europäische Christliche Politische Partei (ECPP). Die ECPP ist eine kleine christlich-konservative Europapartei, deren Abgeordnete sich auf die Fraktion der EVP und die Fraktion Europäische Konservative und Reformer (EKR) aufteilen. Gyöngyösi blieb aber vorerst fraktionslos. Mit der Europawahl 2024 schied er aus dem Europaparlament aus.